# Coopération et fraternité
Coopération et Fraternité (arabe : مشاركة وأخوة; hébreu : שיתוף ואחווה, Shituf VeAhva) était un parti politique israélien.

## Histoire
Coopération et Fraternité était une organisation arabe israélienne fondée afin de participer aux élections législatives de 1959. À l'instar d'autres partis arabes à cette époque, il était associé avec le Mapaï de David Ben Gourion, ce dernier tenant à inclure les Arabes israéliens dans la vie politique afin de prouver la coexistence pacifique et productive des Juifs et des Arabes.
Lors des élections, le parti recueillit 1,1 % des suffrages et deux sièges, occupés par Labib Hussein Abu Rokan et Yussef Diab. En raison de son association avec le Mapaï, le parti fit partie de la coalition gouvernementale.
En 1961, le parti accrut son score lors des élections législatives à 1,9 % des suffrages, dépassant à cette occasion le parti Progrès et Développement comme parti arabe israélien le plus confortablement élu à la Knesset. En dépit de l'augmentation des votes en sa faveur, le parti n'obtint que 2 sièges, et fit partie des trois coalitions gouvernementales durant la cinquième session de la Knesset. Labib Hussein Abu Rokan et Yussef Diab furent remplacés à la Knesset, et les deux sièges furent occupés par Jabr Muadi (ancien représentant à la Knesset de la Liste démocratique pour les Arabes israéliens) et Diyab Obeid.
Lors des élections suivantes en 1965, le parti perdit des voix en atteignant juste 1,3 % des suffrages, bien qu'il conserva ses deux sièges et fit partie une fois encore de la coalition gouvernementale. Le 5 juillet 1966, le parti fusionna avec Progrès et Développement afin de former Coopération et Développement, union qui éclata 6 mois après le 1er janvier 1967. Le 11 avril 1967, Jabr Muadi quitta le parti pour former le Parti druze, bien qu'il ait été élu lors de l'élection suivante sur la liste de Progrès et Développement.
En 1969, le parti conserva ses deux sièges à la Knesset lors des élections législatives, avec un petit accroissement des suffrages en leur faveur à 1,4 %. Elias Nakhleh (qui avait quitté Progrès et Développement après l'éclatement de Coopération et Développement pour former la Fraternité judéo-arabe) prit le second siège, et le parti participa à la coalition gouvernementale.
Avec 0,6 % des suffrages lors des élections législatives de 1973, le parti échoua à dépasser le seuil électoral requis et, en conséquence, disparut.